# Người Beti
Người Beti là một nhóm dân tộc Trung Phi sống chủ yếu ở miền trung Cameroon. Họ cũng sống ở Guinea Xích đạo và phía bắc Gabon. Dân tộc này có liên quan chặt chẽ với người Bulu, người Fang và người Yaunde, những người đôi khi được nhóm lại thành những người Beti-Pahuin.
Người Beti sống tập trung ở phía bắc của các khu vực phân bố nhân khẩu học của họ, người Fang thường sống chếch về phía nam còn những nơi khác có xu hướng phân bố ở giữa hai khu vực này. Có nhiều ước tính khác nhau về tổng dân số của người Beti. Nhiều nguồn cho rằng dân số của họ hơn ba triệu người và dàn trải từ các vùng ven biển Đại Tây Dương gần Guinea Xích đạo đến vùng đồi núi, từ vùng rừng xích đạo cao nguyên trung tâm châu Phi đến Congo.

## Ngôn ngữ
Giống như các bộ tộc Beti-Pahuin khác, người Beti giao tiếp dựa trên phương ngữ của ngôn ngữ Fang, hay tiếng Pahuin hoặc tiếng Pangwe. Đôi khi ngôn ngữ này còn được gọi là ngôn ngữ Beti, ngôn ngữ Nam Bantu thuộc họ ngôn ngữ Nigeria-Congo.
Ngôn ngữ Beti là một ngôn ngữ thuộc ngôn ngữ Bulu, ngôn ngữ Eton, ngôn ngữ Ewondo và ngôn ngữ Fang vì mặc dù khác nhau nhưng các dân tộc trên vẫn có thể giao tiếp, truyền đạt lẫn nhau. Mặc dù các ngôn ngữ trên có vẻ tương tự nhau, nhưng vẫn có những khác biệt về ngôn ngữ nhất định cho thấy sự tương tác phức tạp giữa các dân tộc này.

## Lịch sử
Người Beti là người Bantu từng sống ở phía bắc Trung Phi, với một lịch sử lâu đời, phức tạp và đầy tranh cãi. Họ có khả năng là đã chuyển đến vùng xích đạo châu Phi vào thế kỷ thứ bảy hoặc thứ tám, sau đó di chuyển về phía tây nam ở miền trung Cameroon giữa thế kỷ 17 và 19, có khả năng sau những làn sóng chiến tranh và các cuộc tấn công nô lệ từ người Fula. Họ cũng là mục tiêu cho việc bắt bớ nô lệ và ngà voi từ người Hausa.
Cuộc di dân ban đầu của họ vào thế kỷ 17 là từ vùng cao nguyên và rừng rậm phía đông sông Sanaga về phía nam và phía tây. Sau đó, họ tiếp tục đối mặt với các cuộc thánh chiến và bạo lực từ phía bắc bởi người Fulani (còn gọi là người Fulbe hoặc người Fula) và buộc phải từ bỏ các khu định cư lâu đời rồi di cư xa hơn vào các vùng phía nam của miền trung Cameroon. Đến thế kỷ 19, khi các thương nhân châu Âu và các lực lượng thuộc địa can thiệp, họ đang tìm cách buôn bán và xây dựng thị trường. Phần đất đai thuộc địa ban đầu mà người Beti là một trong số đó là thuộc địa Kamerun của Đức vào năm 1884. Sau chiến tranh thế giới thứ nhất, thuộc địa của Đức bị chiếm, chia cắt bởi Pháp và Anh.

### Cáo buộc ăn thịt người
Năm 1856, Paul Du Chaillu đã có dịp gặp gỡ, sinh hoạt cùng người Beti. Ông cùng xuất bản một cuốn hồi ký về những cư dân bản địa này vào năm 1863. Cuốn hồi ký đề cập đến việc ông đến bờ biển Đại Tây Dương và được người dân địa phương kể về những người Beti ăn thịt người. Khi Du Chaillu gặp người Beti, ông phát hiện thấy xương sọ và nhiều bộ xương gần khu định cư của họ. Du Chaillu ngay lập tức cho rằng dân tộc này ăn thịt người và viết về nó trong hồi ký của mình. Những vị khách sau này như nhà dân tộc học Mary Kingsley năm 1893, 1895, tuy không nói được ngôn ngữ Beti nhưng cũng có một khoảng thời gian sinh sống với người dân bản địa, cũng xác nhận đã nhìn thấy điều tương tự, và đặt tiêu đề cho cuốn sách "A Victorian Woman Explorer among the Man-eaters".
Năm 1912, một nhà truyền giáo Kitô giáo là Cha Trilles đã đến thăm họ, học ngôn ngữ Beti và viết một bản đánh giá mang tính dân tộc học khách quan hơn về người Beti. Nhiều bản đánh giá về người Beti bắt đầu xuất hiện sau Thế chiến I, nhưng thường rập khuôn và nhấn mạnh nhất về việc họ bị cáo buộc có chứa di vật xương trong các hộp thánh tích. Những hành vi bị cáo buộc này đã được sử dụng để biện minh cho bạo lực chống lại họ và sự nô lệ hóa các dân tộc Beti và Fang. Khi ngôi làng của họ bị tấn công, hàng ngàn tượng và nhà bằng gỗ của họ đã bị những kẻ cướp nô lệ đốt cháy. Các quan chức chính quyền thực dân Pháp và Anh cũng đàn áp một số nghi lễ tôn giáo của họ.

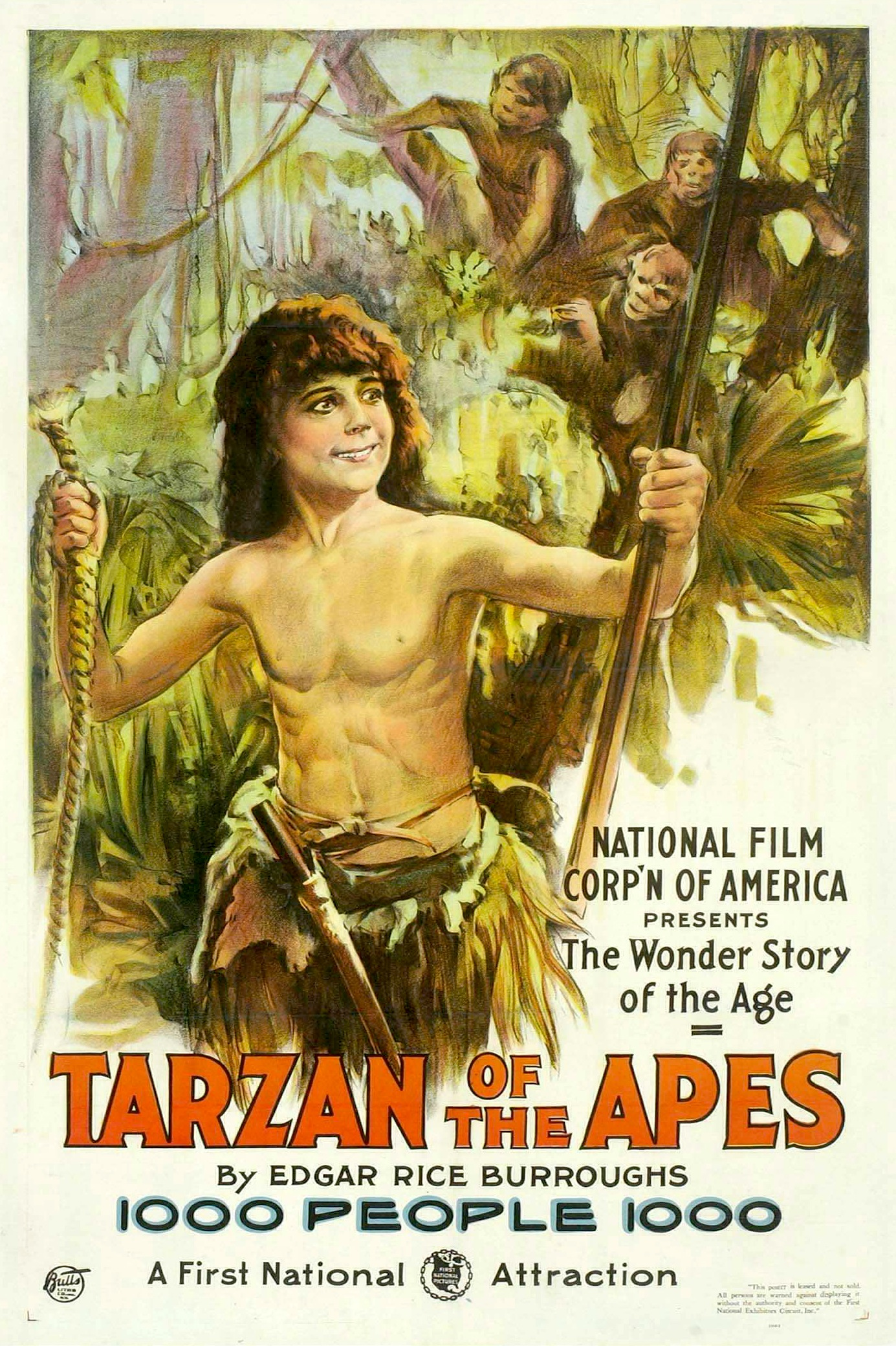
Nhân vật Tarzan (1918) được lấy cảm hứng những người Beti ở vùng xích đạo trung tâm châu Phi.

Khi sự hiểu biết về người Beti tăng lên vào những năm 1900, theo John Shoup, nhiều bằng chứng thu thập được cho thấy những tin đồn và cáo buộc ban đầu về ăn thịt người là sai. Người Beti không ăn thịt người, hộp sọ và xương ngoài trời và trong các hộp thánh tích thực sự là của tổ tiên họ. Việc thực hành thu thập xương là một cách tưởng nhớ và tôn kính tôn giáo cho người đã khuất.

### Câu chuyện Tarzan
Các báo cáo ban đầu về cáo buộc ăn thịt người đã thu hút sự chú ý rộng rãi, ủng hộ chủ nghĩa man rợ châu Phi đồng thời trở thành một phần của nhiều thể loại tiểu thuyết và văn học nổi tiếng vào đầu thế kỷ 20. Nổi tiếng nhất là tiểu thuyết Tarzan of the Apes của Edgar Rice Burroughs, tác phẩm đã tạo ra nhân vật Tarzan nổi tiếng. Burroughs lấy bối cảnh gần làng Mbonga, nơi sinh sống của những người Beti và nhóm dân tộc có liên quan chặt chẽ với họ, người Fang.
Theo mô típ ban đầu, cậu bé sơ sinh John được một con vượn cái phát hiện và nuôi dưỡng. Câu chuyện sau đó dần khắc họa hình ảnh khuôn mẫu về thời kỳ thuộc địa của những người châu Phi ăn thịt người trong các khu rừng xích đạo. Câu chuyện còn đưa người đọc khám phá nhân vật Shoup, một sự tương phản của Tarzan cao quý "thuần khiết không bị trừng phạt" giữa một xã hội ăn thịt người man rợ. Tarzan trở thành một hiện tượng toàn cầu, được theo dõi rộng rãi. Có ít nhất 89 bộ phim về đề tài này được tạo ra trong 100 năm sau đó, cùng nhiều bộ truyện tranh và phim truyền hình khác, rất nhiều trong số đó cung cấp một cái nhìn méo mó về những cư dân bản địa từ các khu rừng xích đạo châu Phi.

## Dân tộc học
Nghề nghiệp truyền thống của người Beti là trồng trọt, đặc biệt là khoai mỡ, sắn, ngô và chuối là cây chủ lực. Từ thời thuộc địa, nhiều người đã áp dụng các loại cây trồng như lạc và ca cao. Họ là những nghệ nhân và thợ thủ công lành nghề, đặc biệt là đồ thủ công mỹ nghệ bằng sắt và gỗ. Tuy nhiên, những nghề thủ công này đang gần như biến mất do quá trình đô thị hóa và dòng chảy thương mại hiện đại.
Xã hội Beti truyền thống đã được tổ chức ở cấp độ làng, thôn bản, bộ tộc điển hình với biên giới được rào chắn và củng cố bằng các tháp canh để bảo vệ cư dân khỏi cuộc sống hoang dã của rừng mưa và những kẻ xâm nhập. Làng được che giấu cẩn thận, tách biệt với bên ngoài như một tuyến phòng thủ chống lại những kẻ đột kích nô lệ. Các ngôi làng có xu hướng độc lập về chính trị với nhau, tập trung vào một dòng dõi gọi là Ayon hoặc Mvog. Họ là một dân tộc phụ hệ, đa phần tranh chấp thường được giải quyết bằng một phiên phán xử do một người đứng đầu tổ chức. Người Beti tôn kính tổ tiên của họ, nổi danh với các hòm thánh đựng xác chết nghệ thuật, tinh xảo gọi là Byeri. Ngoài ra, họ còn lưu trữ xương của tổ tiên trong các hộp thánh tích này, được sử dụng trong các nghi thức diễu hành. Trong nghi thức này, người Beti sẽ đeo một chiếc mặt nạ, tùy từng loại mà chúng được gọi là So (mặt động vật) hoặc Ngil (mặt người).
Người Beti thực hành chế độ ngoại hôn kép, thường được hai bên dòng dõi cha mẹ gả đi. Một khía cạnh đáng chú ý khác trong xã hội của họ là khái niệm về Mebala, một loại potlatch (tiệc tặng quà), nơi các gia đình giàu có nghi thức tập hợp và trao tặng tài sản của họ cho các gia đình nghèo.